# Pang Qianyu
Pang Qianyu (13 de novembro de 1996) é uma lutadora de estilo-livre chinesa, medalhista olímpica.

## Carreira
No Campeonato Asiático de Luta Livre de 2016, realizado em Bangkok, Tailândia, ela ganhou a medalha de ouro no evento feminino de 53 kg.
Ela competiu na categoria feminina de 53 kg nos Jogos Asiáticos de 2018, realizados em Jacarta, Indonésia, sem ganhar nenhuma medalha. Ela foi eliminada em sua primeira luta por Haruna Okuno, do Japão.
Qianyu participou dos Jogos Olímpicos de Verão de 2020 em Tóquio, onde participou do confronto de peso galo, conquistando a medalha de prata após disputa com a japonesa Mayu Mukaida.